# Előre (folyóirat, 1922)
Előre Kolozsvárt 1922. január havától májusig megjelenő ifjúsági folyóirat az irodalom ápolására. Felelős szerkesztője Geley Antal, szerkesztője Kemény János, helyettes szerkesztője Balázs Ferenc.

## A folyóirat céljai, munkatársai
A folyóirat célját az 1. számban így határozták meg: "Az Előre egyesíteni akarja a fiatal írónemzedéket. Kérjük azokat, akik átmentek az önbírálaton, keressék fel lapunkat írásaikkal. Mindenkinek érdeke, hogy előmozdítsa egy új, életerős írónemzedék kifejlődését." Balázs Ferenc a lap irányát így fogalmazza meg: "Mi ifjúsági irodalmat akarunk... Ma már nem adhatunk irodalmat magáért az irodalomért; nekünk céljaink vannak a verssel, prózával, a hímes szavakkal... Van bennünk valami ős nyugtalanság... Az ifjú szellemnek akarunk a kifejezői lenni." A folyóirat közölte Jancsó Béla, Balázs Ferenc, Végh József tanulmányait Szabó Dezsőről, Eötvös Károlyról és az ifjúsági irodalomról. Itt jelentkeztek első elbeszéléseikkel: Kacsó Sándor, Kemény János, Szent-Iványi Sándor és Végh József. A költészetet Sz. Jakab Géza, Finta Zoltán, Kacsó Sándor, Kemény János s még nyolc-tíz versírással kísérletező fiatal képviselte. A folyóirat anyagi nehézségek miatt 9 szám után beszüntette megjelenését.